# Élménypedagógia
Az élménypedagógia egy nevelésfilozófiai irányzat, amely leírja azt a folyamatot, amely közvetlenül összeköti az élményt a tanulással. A magyarban többé-kevésbé szinonimaként használhatjuk a tapasztalati tanulás fogalmát is, az angolban mindkettőt ugyanaz a kifejezés fedi (experiential education).

## Definíció
A The Association for Experiential Education (amerikai nonprofit szakmai egyesület) úgy tekint az élménypedagógiára, mint egy filozófiára, amely segítségével a nevelő céltudatosan tudja segíteni a tanulókat saját élményeiken keresztül a nagyobb tudás megszerzésében, készségeik fejlesztésében, értékek tudatosításában, valamint a másokkal való kooperációban és a közösségükben való boldogulásban.

## Az élménypedagógiai szemlélet
Az élménypedagógia különböző eszközöket használ, többek közt játékokat, szimulációkat, szerepjátékokat stb. Az élménypedagógiai szemlélet az iskolában megváltoztatja a tanárok és diákok egymáshoz és a tudáshoz való viszonyát: A tudás aktívvá válik, életszerűvé, amely a tanárokat ismeretek egyszerű közvetítői helyett élmények adóivá teszi, ezekből az élményekből pedig a diákok maguk tanulhatnak.
Mindez a diákok és a tanárok szerepét egyaránt megváltoztatja: A diákok aktívvá válnak, amely kiszakítja őket a hagyományos iskolai és osztálytermi keretek közül. A diákok aktivitása miatt a tanároknak feltétlenül rugalmasnak kell lenniük, hiszen reflektálniuk kell a diákok viselkedésére, az előállt helyzetekre. Ezáltal a tanárok is tanulási helyzetbe kerülnek, maguk is aktívabbá válnak, így némileg kiszakadhatnak a bürokratikus hálóból, amelyet az oktatáspolitika, iskola, tanterv, stb. sző köréjük. A tanár tulajdonképpen facilitátorként működik, aki egyéni és csoportos visszajelzést nyújt, megszabja a kereteket, és ha kell, betartatja azokat, csillapítja az aggodalmakat és megválaszolja a kérdéseket.

## A tapasztalati tanulás köre
Egy élménypedagógia gyakorlat rendszerint a cél és a szabályok ismertetésével kezdődik (akár keretmesébe foglalva). A gyakorlatok, feladatok rendkívül eltérőek lehetnek: Lehet szó magas fizikai kihívást jelentő feladatokról, pl. magaskötélpályáról, vagy olyasmiről, amit egyedül fizikai képtelenség megoldani, de lehet szó ügyességet igénylő feladatról, egy konfliktusos helyzet megoldásáról is, ahol leginkább a kommunikáció segíthet a sikerben. Ezek mindegyikében meghatározó a csoport szerepe: Még ha egyéni vagy páros feladatról van is szó, a tagok tudnak egymásról, a megbeszélés csoportszinten történik, ezért rendkívül fontos az együttműködés.
A feladat elvégzése (vagy ennek kudarca) után a résztvevők leülnek, hogy megbeszéljék a történteket; ezt feldolgozásnak hívjuk. A feldolgozást irányított kérdéseivel a facilitátor irányítja, és ezzel nagyban befolyásolhatja, hogy pontosan hova is jut el a csoport. Az alapvető cél az, hogy a résztvevők reflektáljanak a történtekre, elmondják az ezzel kapcsolatos érzelmeiket, meg tudják fogalmazni a saját és a csoport nehézségeit, a siker vagy a kudarc okát. A feldolgozás után érdemes megismételni ugyanazt a gyakorlatot (kissé átalakított és megnehezített formájában), vagy egy másikat elvégeztetni, ahol a megbeszélteket hasznosítani tudják. Az újbóli feladatelvégzés után újabb feldolgozás jön, ahol a résztvevőknek lehetőségük nyílik felismerni a saját és a csoport előrehaladását, és a még fejlesztendő területeket.
Ezt a ciklust (a feladat elvégzése, feldolgozása, újbóli elvégzése és újbóli feldolgozása) a tapasztalati tanulás körének nevezzük.

## Felhasználási lehetőségek
Az élménypedagógia módszere igen sok szinten hasznosítható. Ugyan nem ez adja meg a jelentőségét, de az élménypedagógiai játékok, gyakorlatok szórakoztatnak, remekül felhasználhatóak tehát bármely közösségi rendezvényen, ahol csak az a cél, hogy a résztvevők jól érezzék magukat.
Ugyanakkor használhatjuk tanításra is, akár iskolai helyzetben, államilag meghatározott tantervi elemek átadására. Egészen biztosan többet kell készülni egy ilyen órára, mint egy hagyományosra, de az is biztos, hogy a diákok szívesebben vesznek részt rajta, közreműködnek, jól érzik magukat, és közben tanulnak – ez pedig biztosítja, hogy a tudás hosszútávon is megmaradjon, és valóban értsék is a tanultakat.
Tananyag átadása mellett használhatjuk különböző készségek, elsősorban szociális készségek fejlesztésére, legyen szó kommunikációról, érzelmek felismeréséről, empátiáról, mások szükségleteinek felismeréséről, kommunikációról, időmenedzsmentről, dühkezelésről, önismeretről vagy együttműködésről. A legtöbb feladat igen sokféle kompetencia fejlesztésére alkalmas, attól függően, hogy pontosan milyen szabályokkal játszatjuk ezeket, hogyan reagál a foglalkozásvezető az előálló helyzetekre, és végül hogyan alakítja a gyakorlat elvégzését követő beszélgetést (feldolgozást).
Ha kifejezetten az egyénekre fókuszálva alkalmazzuk, az élménypedagógia akár terápiás célokra is alkalmas lehet.